# Retinitis pigmentosa

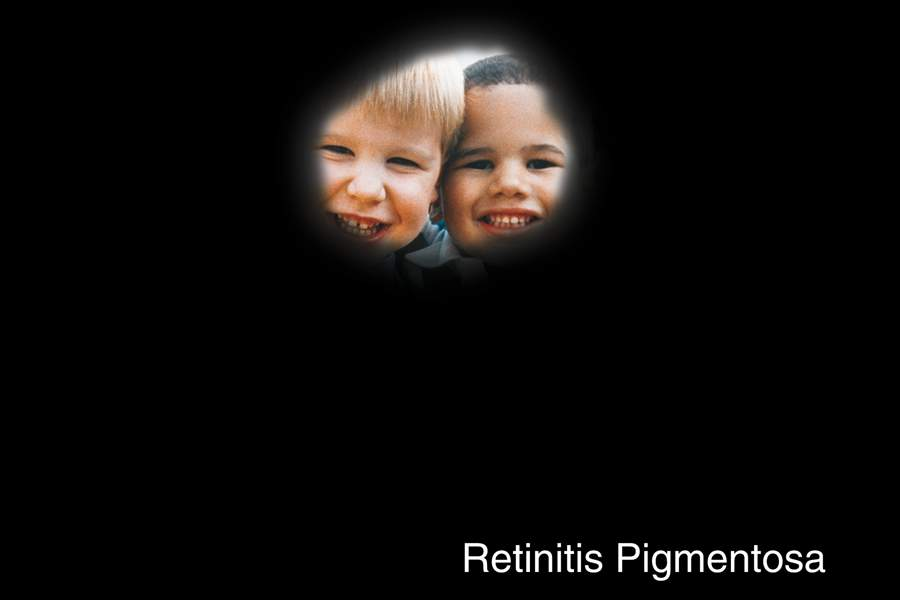
Zicht van iemand met retinitis pigmentosa

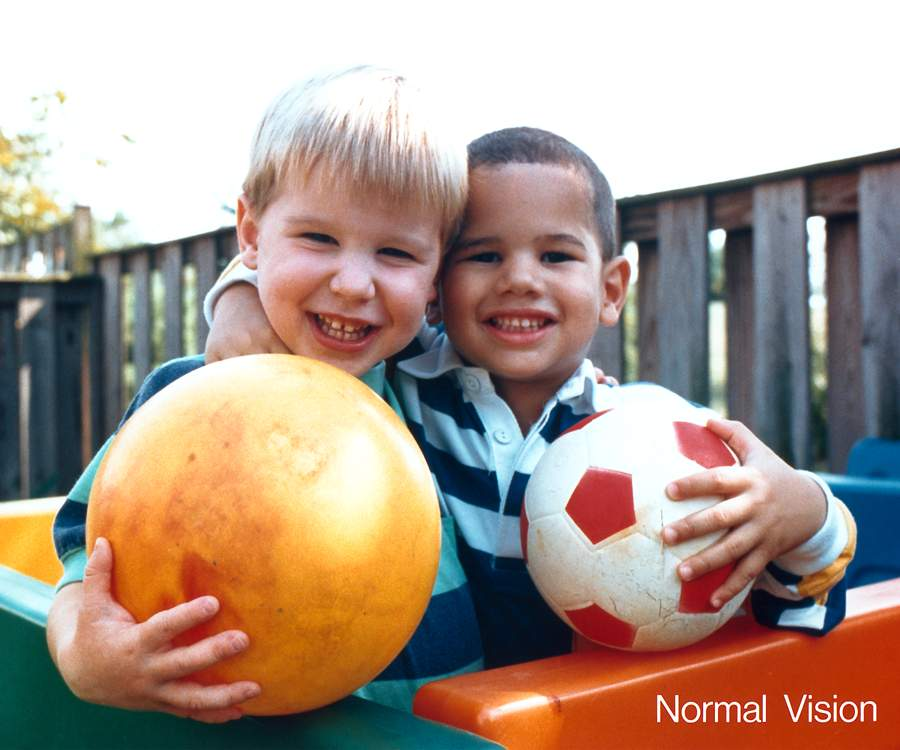
Normaal zicht

Retinitis pigmentosa (RP) is verzamelnaam voor een groep erfelijke aandoeningen, die gemeenschappelijk hebben dat de staafjes, lichtgevoelige cellen in het netvlies van het oog, afsterven en dat in het netvlies schadelijk pigment wordt afgezet.

## Staafjes en kegeltjes
De mens heeft twee soorten lichtgevoelige zintuigcellen in het netvlies (retina) van het oog:
- de kegeltjes, die vooral in het centrum van het netvlies en de gele vlek zitten en kleurgevoelig zijn. Kegeltjes zijn vooral overdag belangrijk om gericht en nauwkeurig (en in kleur) te kunnen kijken.
- staafjes nemen geen kleuren waar, zijn al te activeren met weinig licht, bevinden zich aan de rand van het gezichtsveld en produceren geen scherp beeld. Ze zijn belangrijk voor het gezichtsveld en in het schemerduister.

## Dystrofie (degeneratie)

Schema van het netvlies: de zintuigcellen (staafjes en kegeltjes) en verbindende zenuwcellen. Het netvlies bestaat uit zenuwweefsel, zodat een verloren cel niet kan worden vervangen.

Er zijn erfelijke ziekten bekend van zowel de staafjes (rod-dystrophy), de kegeltjes (cone-dystrophy) of achromatopsie en van beide (rod-cone dystrophy). De groep ziekten die met de naam retinitis pigmentosa of tapetoretinale degeneratie (TRD) wordt aangeduid, is meestal een erfelijke vorm van staafjesdystrofie.
De staafjes sterven bij deze ziekten dus eerder, en in grotere mate, af dan de kegeltjes. Dit verklaart dat de patiënten in eerste instantie nachtblind worden, en pas (veel) later ook overdag problemen met hun gezichtsvermogen krijgen. RP of TRD is een zeldzame ziekte, die bij ongeveer 1 op de 4000 personen voorkomt. (Kegeltjesdystrofie, achromatopsie, is nog tien keer zeldzamer).

## Diagnose
Een aantal kenmerken van RP:
- Nachtblindheid is het eerste symptoom.
- Gezichtsvermogen blijft behouden in het vroege en midden stadium.
- Gedeeltelijk verlies van het vermogen om “vanuit de ooghoeken” waar te kunnen nemen, uiteindelijk leidend tot kokervisus.
- Pigment afzettingen, aanvankelijk aan de rand van de retina.
- Doorbloeding van de retina verslechtert.
- Oogzenuw ziet er afwijkend uit.
- Fotofobie (overgevoeligheid voor licht) kan in het laatste stadium voorkomen.

De belangrijkste test voor het vaststellen van de diagnose RP, is een elektroretinogram (ERG). Kenmerkend zijn een verminderde amplitude van de b-golf, en ook van de a-golf. Als slechts een (klein) deel van de retina door de ziekte is aangetast, kan het ERG er normaal uitzien.

## Verloop
Bij een typische RP wordt het gezichtsvermogen gedurende tientallen jaren geleidelijk minder. In extreme gevallen verloopt het sneller, en is men binnen 20 jaar blind. De ziekte kan ook langzamer verlopen, waarbij het gezichtsvermogen niet ernstig wordt belemmerd.

### Beginstadium
Nachtblindheid is een belangrijk vroeg symptoom. Dit wordt in eerste instantie veroorzaakt door geleidelijke afbraak van eiwitten in de ooglens. Dit kan in de eerste levensjaren optreden, maar ook veel later. Milde nachtblindheid wordt vaak niet opgemerkt. Tieners bemerken soms hun nachtblindheid tijdens het uitgaan en nachtelijke feestelijkheden. Families die zijn aangedaan door bijvoorbeeld de autosomaal dominante vorm, zien vaak zelf al snel bij kleine kinderen of ze RP hebben of niet.

### Tussenstadium
De nachtblindheid en kokervisus geven aanleiding tot problemen bij het ’s avonds autorijden, lopen in het donker of op een onverlichte trap. Bij het autorijden ziet men overstekende verkeersdeelnemers over het hoofd, een uitgestoken hand tijdens het handenschudden wordt gemist, regelmatig stoot men zich of trapt op wat er zoal op de grond kan liggen. Bleke kleuren, met name gele en blauwe tinten, worden moeilijker onderscheiden. Fotofobie (overgevoeligheid voor licht) kan voorkomen. Diffuus wit licht wordt als vervelend ervaren, bijvoorbeeld als er veel witte bewolking is. Een en ander kan aanleiding geven tot problemen met het lezen. De patiënt kan bij weinig licht niet goed zien, maar bij fel licht ook niet. Als de gele vlek is aangedaan door vochtophoping (macula-oedeem in het netvlies), vermindert het centrale gezichtsvermogen, waardoor lezen extra wordt bemoeilijkt. Cataract (vertroebeling van de lens van het oog) kan voorkomen en verslechtert het gezichtsvermogen nog meer.

### Eindstadium
Uiteindelijk wordt het voor de patiënt moeilijk om zelfstandig op pad te gaan, vanwege de toegenomen kokervisus. Lezen gaat moeizaam, soms alleen nog met een vergrootglas. De overgevoeligheid voor (fel) licht wordt erger. De ziekte verloopt nog steeds geleidelijk; patiënten kunnen nog jarenlang korte stukjes lezen. Als het centrale gezichtsvermogen afneemt, wordt lezen onmogelijk. Volgens de WHO-criteria is iemand met gezichtsvelddefecten blind als die een gezichtsscherpte heeft van minder dan 1/10.
Men kan RP ook indelen op basis van de leeftijd waarop de ziekte zich openbaart, het uiterlijk van de achterkant van het oog en de manier waarop de ziekte kan worden geërfd.

## Ziekten waar RP een onderdeel van is
Onderstaande aandoeningen komen zelden voor.
- Syndroom van Usher. Doofheid en RP. In 14% van de gevallen blijkt RP onderdeel van deze ziekte.
- Syndroom van Bardet Biedl
- Syndroom van Senior Loken
- Syndroom van Alport
- Syndroom van Cohen
- Syndroom van Jeune
- Syndroom van Cockayne
- Ziekte van Bassen Korntzweig
- Ziekte van Bietti
- Ziekte van Refsum
- Ziekte van Batten
- Syndroom van Zellweger

## Oorzaak

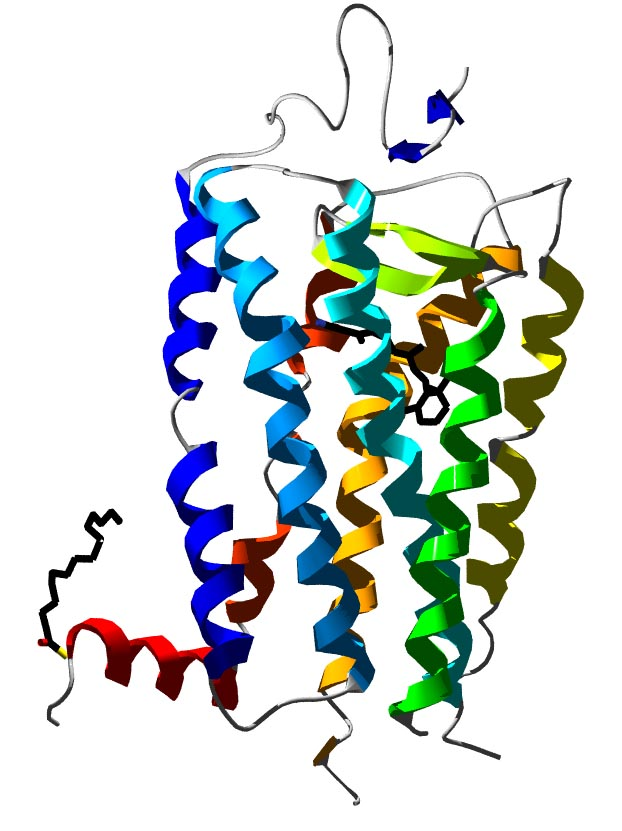
Rhodpsine is een eiwit dat van belang is voor de lichtgevoeligheid van de staafjes.

RP is een groep erfelijke ziekten. Minstens 45 genen kunnen een geïsoleerde (niet in het kader van een andere aandoening voorkomende) RP veroorzaken. Alle vormen van Mendeliaanse overerving komen hierbij voor: autosomaal recessief; autosomaal dominant; geslachtsgebonden recessief en geslachtsgebonden dominant.
In 1990 werd het eerste gen voor RP ontdekt, dat voor rodopsine. Waarschijnlijk zijn er nog veel meer genen die RP veroorzaken. De genetica van RP is bijzonder complex: vaak is er sprake van veranderingen in meerdere genen en dezelfde mutatie kan zelfs bij gezinsleden tot verschillende symptomen leiden.
De betrokken genen coderen voor eiwitten die van belang zijn voor de stofwisseling in de staafjes (en soms kegeltjes). Als de diagnose is gesteld, kan het zijn dat familieleden ook geïnformeerd worden over de erfelijke eigenschappen van RP, of dat hen wordt verzocht een genetisch onderzoek te laten doen. Dit hangt samen met de genetische variatie van RP.

## Aandoeningen die RP-achtige effecten kunnen veroorzaken
- Aangeboren nachtblindheid
- Fundus albipunctatus (zeldzaam)
- Vitamine A tekort.

## Behandeling
Tot op heden is er geen behandeling die het voortschrijden van de erfelijke ziekte RP remt, of die het gezichtsvermogen herstelt.
Ook van vitamine A en E is niet bewezen dat toediening van meer dan de gewone aanbevolen dosis effect heeft.

### Bescherming tegen licht
Sommige vormen van RP zijn deels licht-afhankelijk. Men kan patiënten daarom aanraden om een donkere zonnebril te dragen. Het dragen van een bril met geel-oranje glazen vermindert (ook binnen) de overgevoeligheid voor licht. Aan de zijkanten van de bril kan men opzetstukken plaatsen, die hinderlijk zijdelings inkomend licht blokkeren.

### Behandeling van complicaties
Oogheelkundige controle is zinvol om bijkomende problemen tijdig te signaleren en te verhelpen, zoals macula-oedeem, cataract en verhoogde oogdruk.